# Paul Desmarais III
Paul Desmarais III est un homme d’affaires canadien. Il est le fils de Paul Desmarais fils et le petit-fils de Paul Desmarais père.

## Parcours
Après avoir travaillé chez Goldman Sachs aux États-Unis et Imerys en France, puis Great-West Lifeco, Paul Desmarais III devient vice-président de Power Corporation du Canada et de la Financière Power en 2014. En janvier 2017, il a été nommé premier vice-président des deux sociétés.
Il est président du conseil et chef de la direction de Sagard Holdings, président exécutif du conseil et cofondateur de Portag3 Ventures, et président du conseil et cofondateur de Diagram.
Il est impliqué dans le domaine de la technologie financière,,,, notamment au sein du fonds d'investissement Portag3.
Paul Desmarais III possède un baccalauréat en sciences économiques du Harvard College et est titulaire d’une maîtrise en administration des affaires de l'INSEAD.

## Directorats
Il est administrateur de plusieurs groupes :
- Portage Ventures
- Diagram
- Wealthsimple[8]
- Groupe Bruxelles Lambert[9]
- Dialogue[10]
- Novisto[11]
- Grayhawk[12]
- Nesto[13]
- Empower[11]

## Distinctions
En 2019, il reçoit le prix Arnold Edinborough Award (Business / Arts Awards) qui reconnait son impact dans le milieu des arts au Canada. La même année, il est honoré comme un titulaire de MBA de talent et d’expérience au Gala MBA 2019.
En 2000, il reçoit le Prix international du duc d'Édimbourg (niveau or).
En 2017, il est reconnu parmi les 40 Canadiens performants de moins de 40 ans.

### Implication sociale
Paul Desmarais III a été coprésident de la campagne 2022 de Centraide du Grand Montréal qui vise à lutter contre la pauvreté et l’exclusion sociale.
Il était auparavant président du comité de financement du Centre culturel Kenojuak et membre du conseil des gouverneurs du musée Glenbow.
Il a participé à l’expédition au Pôle Nord organisée par la True Patriot Love Foundation.
Il est le fondateur de Jeunes Canadiens en Finance.